# Moterra
Mouterre-sur-Blourde és un municipi francès situat al departament de la Viena i a la regió de la Nova Aquitània. L'any 2007 tenia 177 habitants.

## Demografia

### Població
El 2007 la població de fet de Mouterre-sur-Blourde era de 177 persones. Hi havia 64 famílies de les quals 24 eren unipersonals (20 homes vivint sols i 4 dones vivint soles), 16 parelles sense fills, 20 parelles amb fills i 4 famílies monoparentals amb fills.
La població ha evolucionat segons el següent gràfic:
Habitants censats

### Habitatges
El 2007 hi havia 99 habitatges, 63 eren l'habitatge principal de la família, 14 eren segones residències i 22 estaven desocupats. Tots els 99 habitatges eren cases. Dels 63 habitatges principals, 40 estaven ocupats pels seus propietaris, 22 estaven llogats i ocupats pels llogaters i 1 estava cedit a títol gratuït; 1 tenia dues cambres, 14 en tenien tres, 20 en tenien quatre i 28 en tenien cinc o més. 44 habitatges disposaven pel capbaix d'una plaça de pàrquing. A 43 habitatges hi havia un automòbil i a 17 n'hi havia dos o més.

### Piràmide de població
La piràmide de població per edats i sexe el 2009 era:
| Homes | Edats   | Dones |
| ----- | ------- | ----- |
| 0     | 95 o +  | 0     |
| 4     | 90 a 94 | 0     |
| 8     | 85 a 89 | 20    |
| 4     | 80 a 84 | 0     |
| 8     | 75 a 79 | 0     |
| 8     | 70 a 74 | 8     |
| 8     | 65 a 69 | 8     |
| 0     | 60 a 64 | 0     |
| 4     | 55 a 59 | 4     |
| 0     | 50 a 54 | 4     |
| 12    | 45 a 49 | 4     |
| 0     | 40 a 44 | 0     |
| 8     | 35 a 39 | 4     |
| 0     | 30 a 34 | 8     |
| 4     | 25 a 29 | 0     |
| 0     | 20 a 24 | 0     |
| 0     | 15 a 19 | 0     |
| 4     | 10 a 14 | 4     |
| 4     | 5 a 9   | 0     |
| 0     | 0 a 4   | 8     |

## Economia
El 2007 la població en edat de treballar era de 97 persones, 64 eren actives i 33 eren inactives. De les 64 persones actives 58 estaven ocupades (31 homes i 27 dones) i 6 estaven aturades (4 homes i 2 dones). De les 33 persones inactives 18 estaven jubilades, 8 estaven estudiant i 7 estaven classificades com a «altres inactius».

### Ingressos
El 2009 a Mouterre-sur-Blourde hi havia 63 unitats fiscals que integraven 138 persones, la mediana anual d'ingressos fiscals per persona era de 11.484 €.

### Activitats econòmiques
Dels 9 establiments que hi havia el 2007, 1 era d'una empresa extractiva, 2 d'empreses de fabricació d'altres productes industrials, 2 d'empreses de comerç i reparació d'automòbils, 2 d'empreses d'hostatgeria i restauració, 1 d'una empresa immobiliària i 1 d'una empresa classificada com a «altres activitats de serveis».
L'únic servei als particulars que hi havia el 2009 era un restaurant.
L'any 2000 a Mouterre-sur-Blourde hi havia 19 explotacions agrícoles que ocupaven un total de 1.290 hectàrees.

## Poblacions més properes
El següent diagrama mostra les poblacions més properes.